# Ташбулак (Узбекистан)
Ташбулак (узб. Toshbuloq / Тoшбулоқ) — посёлок городского типа (с 1989 года) в Наманганской области Узбекистана, центр Наманганского района.

## Население
По данным переписи 1989 года, в селе проживало 7 754 человек.